# Veľký Milič (národní přírodní rezervace)
Veľký Milič je v chráněné území, národní přírodní rezervace v katastrálním území obce Skároš, tvořené zachovalými lesními společenstvími rostoucími na vyvřelinách jižní části Slanských vrchů v pohraničním pásmu okresu Košice-okolí.
Zabírá celkovou rozlohu 68 ha. Předmětem ochrany je výskyt bukovo-dubového vegetačního stupně a společenství bučin a lipových javořin na andezitovém a dacitovém podkladu, spolu s hnízdištěm a výskytem vzácného dravého ptactva. Za národní přírodní rezervaci byla vyhlášena roku 1967.